# Bacówka PTTK na Rycerzowej
Bacówka PTTK na Rycerzowej – górskie schronisko turystyczne Polskiego Towarzystwa Turystyczno-Krajoznawczego w Beskidzie Żywieckim, na Hali Rycerzowej, na terenie Żywieckiego Parku Krajobrazowego. Terytorialnie należy do gminy Ujsoły.

## Historia

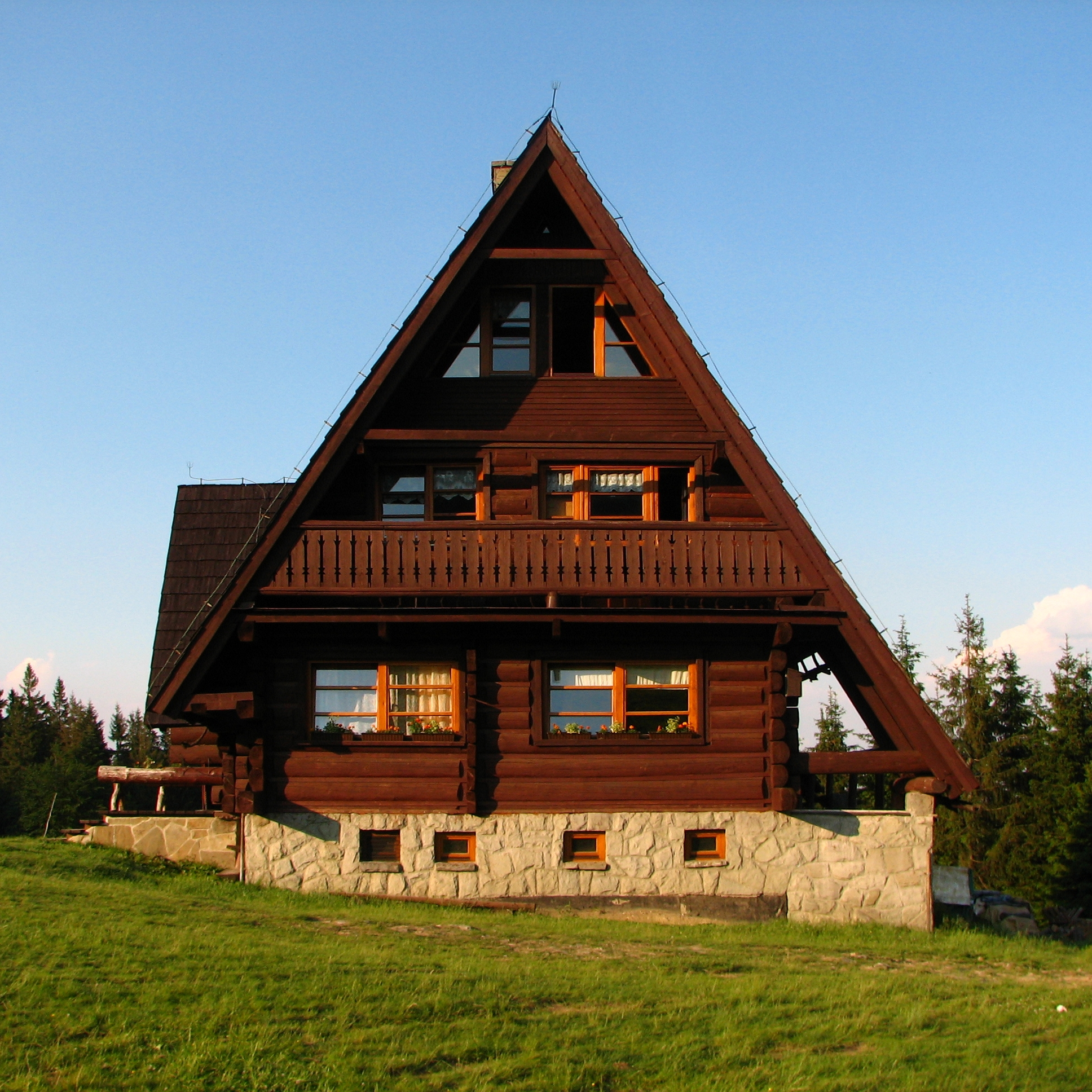
Elewacja schroniska (2007)

Już w 1939 r. Oddział Polskiego Towarzystwa Tatrzańskiego z Bielska planował budowę schroniska na Rycerzowej. Plany te przekreślił wybuch II wojny światowej.
Obecne schronisko zostało wybudowane według projektu Stanisława Karpiela. Jest pierwszym z serii małych schronisk turystyki kwalifikowanej, tzw. „bacówek”, wznoszonych w następnych latach przez PTTK z inicjatywy Edwarda Moskały. Zbudowane z drewna, na kamiennej podmurówce, ze stromym dachem pokrytym gontem, zostało otwarte uroczyście 14 września 1975. Pierwotnie istniał projekt przetransportowania gotowej, złożonej bacówki helikopterem z Soblówki na halę. Ostatecznie okazał się on niewykonalny z powodów technicznych. Znad schroniska roztacza się panorama, która obejmuje swym zasięgiem pasma Lipowskiej i Rysianki, masywy Pilska i Babiej Góry, Tatry, Podhale oraz Niżne Tatry i Małą Fatrę na Słowacji.
Wraz z budową schroniska powstała droga dojazdowa, ujęcie wody oraz oczyszczalnia ścieków.
W 2012 przeprowadzono remont schroniska, w trakcie którego zmieniono pokrycie dachowe z gontu na blachodachówkę oraz odnowiono elewację.
Obiekt należał do Klubu Bacówkarza.
W sierpniu 2009 bacówka zajęła drugie miejsce w rankingu schronisk górskich, sporządzonym przez polski magazyn turystyki górskiej n.p.m.. Dwa lata później, w sierpniu 2011 zajęła miejsce siódme w II edycji rankingu.

## Warunki pobytu
Schronisko dysponuje 34 miejscami noclegowymi w pokojach 2, 3, 4, 5 i 10–osobowych. W razie braku miejsc nocleg można spędzić poza pokojami na własnej karimacie. Na miejscu można także skorzystać z kuchenki do podgrzewania posiłków oraz zlewu do mycia naczyń, a także z pryszniców z ciepłą wodą, czynnych przez całą dobę. Do dyspozycji jest również bufet i jadalnia. Dozwolone jest rozbicie namiotu obok bacówki (z możliwością korzystania ze wszystkich urządzeń). Schronisko dysponuje centralnym ogrzewaniem z własnej kotłowni oraz kominkiem, nie jest jednak zelektryfikowane (do oświetlenia bacówki wykorzystywany jest agregat prądotwórczy oraz akumulatory).
W okolicy bacówki znajdują się trzy rezerwaty przyrody, do których można dotrzeć szlakami turystycznymi. Można udać się do Skansenu Wsi Kisuckiej w Vychylovce ().
Bacówka organizuje imprezy tematyczne, np. „Noc Kupały”, Otwarta Scena Piosenki Amatorskiej, „Gitarą i Grulem”.

## Szlaki turystyczne
z Glinki (2,5 godz.)
 ze Zwardonia przez Wielką Raczę (10 godz.)
 z Ujsół przez Muńcuł (3 godz.)
 z Rycerki Dolnej przez Mładą Horę (4 godz.)
  z Soblówki przez Przysłop (2,5 godz.)
 lub  z Soblówki (1,5 godz.)
 z Soli przez Przegibek, dalej szlak niebieski lub czerwony (5,5 godz.)
 z Kolonii przez Przegibek, dalej szlak niebieski lub czerwony (3 godz.)